# 豐宇氣毘賣神
豐宇氣毘賣神（日语：トヨウケビメノカミ）或登由宇氣神乃《古事記》之記述，祂是日本神話裡掌管食物的女神。又有豐受大神、豐受氣媛神（（日語）トヨウケヒメノカミ）、豐由宇氣神（（日語）トユウケノカミ）、大物忌神、豐岡姬、等由氣大神、止與宇可乃賣神等別稱。

## 概要

### 古事記之記載
依照《古事記》上卷之記述，伊邪那美命生下火之夜藝速男神時，下陰遭灼傷而臥病在床。其嘔吐物生成金山毘古神、金山毘賣神；糞便生成波邇夜須毘古神、波邇夜須姬神；尿液生成彌都波能賣神、和久產巢日神等二神，後者之女名曰豐宇氣毘賣神；不久伊邪那美命身故。
同卷記載天孫降臨的故事中，除天兒屋命、布刀玉命、天宇受賣命、伊斯許理度賣命、玉祖命等五神伴隨天孫日子番能邇邇藝命降臨葦原中國外，日子番能邇邇藝命及思金神坐鎮伊勢神宮內殿、登由宇氣神坐伊勢神宮外殿（一般稱作「外宮」，即豐受大神宮）、天石戶別神則為其御門之神、手力男神坐鎮在伊勢的佐那縣。

## 解說
神名裡的「宇氣（（日語）ウケ）」即為食物之意，故乃司掌稻穀等食物的女神，日本其他神格近似的食物神尚有大宜都比賣、保食神、稻荷神（宇迦之御魂神）等食物神相互習合混淆。豐受大神宮社傳《止由氣宮儀式帳》提及一日雄略天皇入眠時天照大神託夢：「我一個人食不下嚥，你召來丹波國比沼真奈井（（日語）ひぬまのまない）的食物神等由氣大神（（日語）トヨウケノオオカミ）過來。」因此本位於丹波國的豐宇氣毘賣神神殿，被遷往伊勢國。
《丹後國風土記》之殘章軼文〈比治真奈井奈具社〉記錄，有8位天女降臨在丹波郡比治里的比治山頂真奈井洗浴，其中一位天女的衣物被膝下無子嗣的老夫婦隱藏，無法歸返的天女成為他們的女兒並留居十餘年。該天女善釀能治百病之藥酒，幫助老夫婦累積不少家財。想不到老夫婦竟將天女趕出家門，後者輾轉流落至竹野郡船木里奈具村，成為鎮守奈具神社之神豐宇賀能賣命。
再者，《攝津國風土記》記載止與宇可乃賣神未遷往丹波國前，居於攝津國稻倉山；而豐受大神的「荒魂」被奉祀在多賀宮（今三重縣伊勢市豐川町）裡。

## 信仰
在日本供奉豐宇氣毘賣神的神社除了各地的神明神社、稻荷神社外，另計有下述：
- 豐受大神宮（三重縣伊勢市）：稱作「豐受大御神」。
- 奈具神社（京都府宮津市）：稱作「豐宇賀能賣命」。
- 籠神社（京都府宮津市）

## 內部連結
- 豐受大神宮
- 籠神社
- 大宜都比賣
- 保食神
- 稻荷神
- 宇迦之御魂神

## 外部連結
- （日語）豐受大神（页面存档备份，存于）